# Richmond Dale (Ohio)
Richmond Dale é um lugar designado pelo censo localizado no condado de Ross no estado estadounidense de Ohio. No Censo de 2010 tinha uma população de 377 habitantes e uma densidade populacional de 293,47 pessoas por km².

## Geografia
Richmond Dale encontra-se localizado nas coordenadas 39° 12′ 15″ N, 82° 48′ 44″ O. Segundo o Departamento do Censo dos Estados Unidos, Richmond Dale tem uma superfície total de 1.28 km², da qual 1.28 km² correspondem a terra firme e (0%) 0 km² é água.

## Demografia
Segundo o censo de 2010, tinha 377 pessoas residindo em Richmond Dale. A densidade populacional era de 293,47 hab./km². Dos 377 habitantes, Richmond Dale estava composto pelo 93.9% brancos, 0.8% eram afroamericanos, 0.27% eram amerindios, 0% eram asiáticos, 0% eram insulares do Pacífico, 0% eram de outras raças e o 5.04% pertenciam a duas ou mais raças. Do total da população 0.27% eram hispanos ou latinos de qualquer raça.